# Kazungula (Botswana)
Kazungula è un villaggio del Botswana situato nel distretto Nordoccidentale, sottodistretto di Chobe. Il villaggio, secondo il censimento del 2011, conta 4.133 abitanti.
È situato sul fiume Zambesi, al confine tra Botswana, Namibia, Zimbabwe e Zambia. Sulle rive opposte del fiume vi è infatti la città omonima dello Zambia, collegata con un servizio di traghetto.